# Ignacio Martín-Esperanza
Ignacio Martín-Esperanza Tejada (Verín, Orense, 5 de agosto de 1936), conocido simplemente como Martín-Esperanza, es un ex futbolista y exentrenador español. Jugó en Primera División en el Real Betis y el Pontevedra Club de Fútbol.

## Carrera

### Futbolista
Ignacio Martín-Esperanza se formó en la cantera del Real Madrid CF, donde había llegado con 16 años. La directiva blanca lo cedió sucesivamente a CD Plus Ultra, La Felguera y Ceuta, ciudad en la que prestó su servicio militar. En 1960 fue traspasado junto a Pallarés y Llorens al Real Betis, en el marco de la operación que llevó a Luis del Sol a Chamartín. Debuta en Primera División el 11 de septiembre de ese año contra el Real Mallorca. En su primera temporada en Sevilla disputa 29 partidos y anota cuatro goles, pero en las dos siguientes sólo juega 13 por problemas de lesiones. Según Luis Aragonés, en aquel entonces compañero de vestuario suyo, Martín-Esperanza «jugó sin los dos meniscos».
En 1963 recala en el Pontevedra Club de Fútbol. En su primer año con el club de Pasarón interviene en 30 encuentros y anota 7 tantos, pero no consiguen evitar el descenso. Tras sólo una temporada en Segunda División el club regresa a la máxima categoría. Durante lo que resta de década, el Pontevedra vive su época dorada y la afición local acuña la frase de «hai que roelo» ('hay que roerlo'), en referencia a la dificultad que entrañaba vencer a su equipo. Martín-Esperanza, una de las grandes figuras del conjunto gallego, estuvo presente en las únicas seis temporadas que estos disputaron en Primera en toda su historia. 
Su buen juego le valió incluso ser convocado para la selección española en 1965. El futbolista orensano cuelga las botas al final de la temporada 1969/70, en la que el equipo granate pierde la categoría definitivamente.
A lo largo de su carrera jugó 177 partidos de Primera División, en los que anotó 22 goles.

### Entrenador
Como entrenador, Martín-Esperanza dirigió, entre otros, a Atlético Pontevedrés, Portonovo SD, Algeciras Club de Fútbol, Hospitalet, UE Lleida. y Pontevedra CF

## Selección nacional
Martín-Esperanza fue convocado por José Villalonga para el partido amistoso que enfrentó a España e Inglaterra el 8 de diciembre de 1965 en Madrid. El choque se saldó con victoria inglesa por 0 a 2 y Martín-Esperanza no llegó a debutar.

## Estadísticas
| Club           | Categoría        | País   | Año       | Partidos | Goles |
| -------------- | ---------------- | ------ | --------- | -------- | ----- |
| La Felguera    | Segunda División | España | 1956-1957 | 38       | 9     |
| Plus Ultra     | Segunda División | España | 1957-1958 | 16       | 4     |
| Atlético Ceuta | Segunda División | España | 1958-1959 | 22       | 5     |
| Plus Ultra     | Segunda División | España | 1959-1960 | 27       | 9     |
| Real Betis     | Primera División | España | 1960-1961 | 29       | 4     |
| Real Betis     | Primera División | España | 1961-1962 | 8        | 0     |
| Real Betis     | Primera División | España | 1962-1963 | 5        | 1     |
| Pontevedra CF  | Primera División | España | 1963-1964 | 30       | 7     |
| Pontevedra CF  | Segunda División | España | 1964-1965 | 20       | 2     |
| Pontevedra CF  | Primera División | España | 1965-1966 | 29       | 1     |
| Pontevedra CF  | Primera División | España | 1966-1967 | 13       | 2     |
| Pontevedra CF  | Primera División | España | 1967-1968 | 30       | 4     |
| Pontevedra CF  | Primera División | España | 1968-1969 | 18       | 2     |
| Pontevedra CF  | Primera División | España | 1969-1970 | 15       | 1     |